# Velké slzy na bohaté sklizni
Velké slzy na bohaté sklizni (anglicky : Tears Flooding the Autumnal Fields) je olejový obraz od čínského malíře Čchen Tan-čching. Zobrazuje Tibeťany plačící kvůli smrti Mao Ce-tunga. 